# Juande
Juan de Dios Prados López, noto come Juande (Alicante, 12 agosto 1986), è un calciatore spagnolo, centrocampista svincolato.

## Carriera

### Club
Cresciuto calcisticamente nel Real Betis, dove dal 2005 al 2007 gioca nella squadra B e dal 2007 al 2011 in prima squadra, passa poi in prestito al Granada nel 2011. Nella stagione 2011-12 gioca nel Koninklijke Voetbal Club Westerlo in Belgio mentre dal 2013 al 2014 torna in Spagna militando nel Ponferradina.
Nell'estate del 2014 si trasferisce nello Spezia Calcio con cui piazza 6º nella Top 15 dei centrocampisti di Serie B secondo una classifica stilata dalla Lega Serie B. Il 4 settembre 2015 lo Spezia ufficializza il rinnovo del suo contratto fino al 30 giugno 2018.
Nel dicembre del 2020 viene tesserato dal Kerala Blasters, club militante nella Indian Super League, per sostituire l'infortunato Sergio Cidoncha.

### Nazionale
Nel 2007 ha giocato una partita con la nazionale spagnola Under-21.

## Statistiche

### Presenze e reti nei club
Statistiche aggiornate al 30 marzo 2021.
| Stagione               | Squadra                | Campionato             | Campionato | Campionato | Coppe nazionali | Coppe nazionali | Coppe nazionali | Coppe continentali | Coppe continentali | Coppe continentali | Altre coppe | Altre coppe | Altre coppe | totale | totale | totale |
| Stagione               | Squadra                | Comp                   | Pres       | Reti       | Comp            | Pres            | Reti            | Comp               | Pres               | Reti               | Comp        | Pres        | Reti        | Pres   | Reti   |        |
| ---------------------- | ---------------------- | ---------------------- | ---------- | ---------- | --------------- | --------------- | --------------- | ------------------ | ------------------ | ------------------ | ----------- | ----------- | ----------- | ------ | ------ | ------ |
| 2014-2015              | Spezia                 | B                      | 28+1       | 0          | CI              | 2               | 0               | -                  | -                  | -                  | -           | -           | -           | 31     | 0      |        |
| 2015-2016              | Spezia                 | B                      | 21         | 0          | CI              | 3               | 0               | -                  | -                  | -                  | -           | -           | -           | 24     | 0      |        |
| 2016-2017              | Murcia                 | SD                     | 32         | 0          | CR              | 3               | 0               | -                  | -                  | -                  | -           | -           | -           | 35     | 0      |        |
| 2017-2018              | Spezia                 | B                      | 12         | 0          | CI              | 1               | 0               | -                  | -                  | -                  | -           | -           | -           | 13     | 0      |        |
| Totale Spezia          | Totale Spezia          | Totale Spezia          | 62         | 0          |                 | 6               | 0               |                    | -                  | -                  |             | -           | -           | 68     | 0      |        |
| 2018-2019              | Perth Glory            | AL                     | 20+2       | 1          | FFA             | 0               | 0               | -                  | -                  | -                  | -           | -           | -           | 22     | 1      |        |
| 2019-2020              | Perth Glory            | AL                     | 19+2       | 1          | FFA             | 0               | 0               | -                  | -                  | -                  | -           | -           | -           | 21     | 1      |        |
| Totale Perth Glory     | Totale Perth Glory     | Totale Perth Glory     | 43         | 2          |                 | 0               | 0               |                    | -                  | -                  |             | -           | -           | 43     | 2      |        |
| 2020-mar.2021          | Kerala Blasters        | ISL                    | 10         | 0          | -               | -               | -               | -                  | -                  | -                  | -           | -           | -           | 10     | 0      |        |
| mar.-giu. 2021         | Adelaide United        | AL                     | 11+2       | 0+1        | FFA             | 0               | 0               | -                  | -                  | -                  | -           | -           | -           | 13     | 1      |        |
| 2021-2022              | Adelaide United        | AL                     | 19         | 0          | FFA             | 0               | 0               | -                  | -                  | -                  | -           | -           | -           | 19     | 0      |        |
| Totale Adelaide United | Totale Adelaide United | Totale Adelaide United | 32         | 1          |                 | 0               | 0               |                    | -                  | -                  |             | -           | -           | 32     | 1      |        |
| Totale Carriera        | Totale Carriera        | Totale Carriera        | 179        | 3          |                 | 9               | 0               |                    | -                  | -                  |             | -           | -           | 188    | 3      |        |

## Palmarès

### Competizioni nazionali
- Premier's Plate: 1

Perth Glory: 2018-2019